# Iuri Romanenko
Iuri Viktorovici Romanenko (în rusă Юрий Викторович Романенко) (n. 1 august 1944) este un cosmonaut sovietic de origine rusă.
El a făcut parte din echipajul de rezervă al rachetei Soiuz-40 în anul 1981, alături de cosmonautul român Dumitru Dediu.